# Colá
O colá (em crioulo cabo-verdiano kolá ou kolâ, conforme as ilhas) é um género musical e de dança de Cabo Verde.

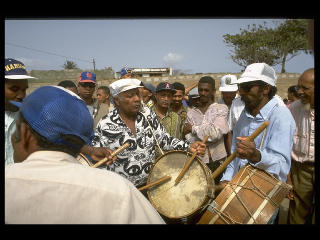
Festa de S. João, S.Vicente

## Como género musical
Como género musical, o colá caracteriza-se por ter um andamento moderato, um compasso de 6/8 ou 3/4, e tradicionalmente ser apenas melódico, isto é, ser apenas cantado, sem acompanhamento polifónico.

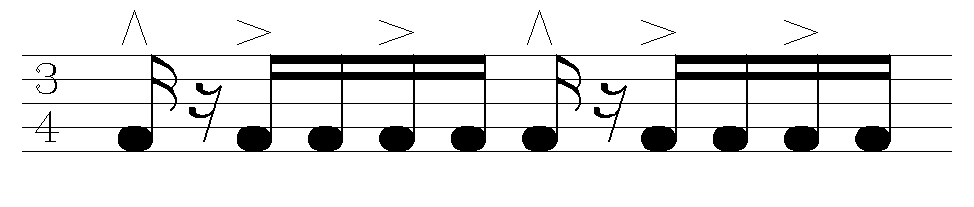
Modelo rítmico do colá, ± 112 bpm.

Na sua forma tradicional, o colá estrutura-se como um encadeamento de melopeias (cantadas ou declamadas), entoadas no decorrer de um desfile realizado na rua. Um conjunto de músicos executam o ritmo em tambores (por vezes com outros acompanhando-os com apitos) enquanto são acompanhados por mulheres que vão entoando as melopeias. O homem que toca o tambor é chamado tamboreru ou tamborer em crioulo, enquanto que a mulher que canta era chamada de koladera. A música entoada e o acto de sair à rua para festejar o colá também eram chamados de koladera. Hoje em dia a palavra koladera designa um género musical diferente (ver coladeira).
Modernamente, o colá tem sido composto de outra forma por compositores recentes. A música apoia-se num suporte polifónico (sequência de acordes), e apresenta uma estrutura similar aos outros géneros musicais de Cabo Verde, em que as estrofes musicais vão alternando com um refrão.

## Como dança
Como dança, o colá é tradicionalmente executado num desfile de rua. Pares de dançarinos executam um movimento marcado pelo tempo forte do ritmo, com rodopios e com avanços e recuos, e depois tocando-se violentamente na zona pélvica. Esse gesto (que estudiosos especulam evocar o acto sexual) é conhecido em crioulo por da umbigada (dar umbigadas) ou sobâ.

## História
Pouco se sabe sobre a história do colá. Mas sendo um género mais popular nas ilhas de Barlavento (que foram povoadas mais tardiamente) pode-se conjecturar que se tenha desenvolvido a partir do Séc. XVII.
No entanto, não deixa de ser curioso notar algumas afinidades com géneros mais populares na ilha de Santiago, como o batuque (compasso de 6/8, mesmo andamento) e a tabanca (desfile de rua, uso de tambores e apitos, interpretado sobretudo em dias santos). Deste modo, fica no ar a possibilidade de as origens do colá serem mais remotas. De notar também as afinidades do colá com a tabanca do Fogo.

## Como manifestação cultural
O colá é sobretudo interpretado no período das festas de romaria em Cabo Verde que decorre de Maio a Junho. Alguns autores vêm o colá como um fenómeno de sincretismo religioso, enquanto se celebram os santos católicos, tem lugar em simultâneo danças de cariz africana. O objectivo seria de pedir um bom ano agrícola, tendo em conta a aproximação da época das chuvas.
Segundo Félix Monteiro, a palavra kolâ é de origem africana (mandinga?), e significa «aclamar, louvar em voz alta, homenagear». Conforme as datas, celebra-se o colá em diferentes localidades, «colando» ao respectivo Santo padroeiro da localidade ou da ilha. Em Santo Antão, «cola-se» à Santa Cruz em 3 de Maio, nas localidades de Coculi e Chã das Pedras, a Santo António em 13 de Junho na localidade de Vila das Pombas, a São João em 24 de Junho na vila do Porto Novo e a São Pedro em 29 de Junho na localidade de Garça. Em São Vicente, a Santa Cruz na localidade de Salamansa, a São João na localidade de Ribeira de Julião e a São Pedro na localidade do mesmo nome. Em São Nicolau também se festejam o São Pedro e o São Pedrinho. No Sal, festejam-se a Santa Cruz e o São João, este último tendo sido também festejado na Boa Vista. Em toda a Brava celebra-se também o São João (padroeiro da ilha), recebendo nesta ilha o nome de kulinha ou kolâ San Djan.

## Tabanca do Fogo
Musicalmente relacionado com o colá é o género musical e manifestação cultural conhecido por colêxa (ou kolexa) ou tabanca do Fogo, na ilha do mesmo nome.

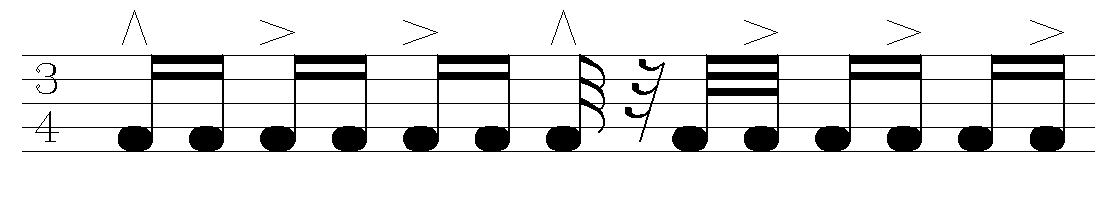
Modelo rítmico da colêxa, ± 75 bpm.

Em termos musicais, a colêxa também é um desfile de rua, o compasso também é de 6/8 ou 3/4, mas o andamento é mais lento que o colá (andamento adagio). Os músicos que tocam os tambores também são denominados de tamborerus, e as mulheres que cantam também são chamadas koladeras.
Como manifestação cultural, esse desfile acontece nas Festas da Bandeira que celebram os santos, sendo a mais importante a de São Filipe, padroeiro da ilha, em 1 de Maio. Nota-se aqui também um sincretismo religioso, em que o aspecto mais cristão inclui a missa, a procissão, enquanto que o aspecto mais pagão inclui a corrida de cavalos, a matança e a cerimónia do preparar da festa chamada pilon. O acto de pilar o milho é acompanhado por cânticos e percussão executada em tambores ou em pilões. Nos desfiles de rua existe a presença de dançarinos mascarados de tiras coloridas, conhecidos por kanizadi, fazendo acrobacias e malabarismos.

## Exemplos de colás
- «Sanjon na R’bêra d’ Jilion», tradicional
arranjo de Franck Cavaquim no álbum «Sanjon na R’bêra d’ Jilion » (Ed. ? — 1976)
- «Midj’ má tambor» de Kiki Lima
interpretado por Kiki Lima no álbum «Midj’ má tambor» (Ed. ? — 1980?)
- «Tema para dois» de Zeca Couto
interpretado por Os Tubarões no álbum «Tema para dois» (Ed. ? — 1982)
- «Romaria» de Toy Vieira
interpretado por Lura no álbum «M’ bem di fora» (Ed. ? — 2006)
- «Rogá mar» de Teófilo Chantre
interpretado por Cesária Évora no álbum «Rogá mar» (Ed. Lusáfrica, Paris — 2006)